# Muraši
Muraši (rusky Мураши) je město v Kirovské oblasti v Ruské federaci. Při sčítání lidu v roce 2010 mělo bezmála sedm tisíc obyvatel.

## Poloha a doprava
Muraši leží blízko pramene Velikaje, levého přítoku Vjatky v povodí Kamy.
Od Kirova, správního střediska oblasti, je vzdáleno přibližně 110 kilometrů severozápadně.
Město má nádraží na železniční trati z Kirova do Kotlasu.

## Dějiny
Současné Muraši bylo založeno v blízkosti staršího sídla téhož jména v roce 1895 jako staniční osídlení při stavbě železniční tratě z Vjatky do Kotlasu. Ta byla uvedena do provozu v roce 1899.
Od roku 1944 je Muraši městem.